# Yaco Eskenazi
Jacobo Eskenazi Álvarez  (Lima, 14 de diciembre de 1979) es un presentador de televisión, actor y exfutbolista peruano. Obtuvo la popularidad por haber participado en programas y teleseries del canal peruano América Televisión.

## Primeros años
Jacobo Eskenazi Álvarez nace en el Callao, el 14 de diciembre de 1979, en una familia de ascendencia judía ashkenazí. Es hijo de Raúl Eskenazi Becerra y María Luisa Álvarez. Estudió la carrera de hotelería y turismo, de la cual no llega a concluirla.

## Trayectoria deportiva
Deportivamente, Yaco se formó en la división de menores del club de fútbol peruano Universitario de Deportes, la cual se fichó en la filial América Cochahuayco sin haber debutado. A los 19 años, ingresa como el nuevo jugador del Sport Boys, sin embargo, debido a una lesión en la rodilla, tuvo que ser retirado del club. Además, fue convocado para la selección de fútbol sub-17 de su país en el año 1996.[cita requerida]
Tras permanecer un tiempo en Estados Unidos, Eskenazi regresó al cuadro misilero en el año 2001 siendo esta vez titular y al año siguiente ingresa como el nuevo jugador del Deportivo AELU.
En el 2003 comienza a jugar en el Coronel Bolognesi de Tacna posicionándose como delantero.
Eskenazi se fichó al club de fútbol Deportivo Municipal en 2004 para disputar la Copa Perú, que sería su último equipo como futbolista profesional. Con el cuadro edil, se convirtió en el goleador de la temporada y uno de sus mejores partidos fue en el enfrentamiento contra La Peña Sporting Club. Disputó la final nacional a finales de año, enfrentándose contra Sport Áncash, la cual perdió el partido y su equipo se convirtió en subcampeón del torneo.
Finalmente, Eskenazi anunció su retiro del fútbol a inicios del año 2005 para emprender su propia carrera artística.

## Trayectoria artística

### Carrera televisiva
Tras su retiro del fútbol, Eskenazi comienza a incursionarse en la televisión a partir del año 2006, participando como modelo del programa televisivo de concurso Habacilar y fue parte de diversos comerciales para la televisión peruana.[cita requerida]
Años después, participó en el programa de competencias Esto es guerra en el 2012, en rol de competidor hasta su renuncia a finales de 2015.
En el 2014, debuta como conductor con el programa Versus de colegios, sabatino centrado en competencias entre colegios y que cuenta con invitados del reality show mencionado. El programa es competencia de El último pasajero. En el 2015, toma la conducción de Esto es guerra Teens junto a Nicola Porcella. Tras su conclusión vuelve a continuar en el programa Versus de colegios meses después. Sin embargo, debido a la baja audiencia, se cambia de nombre a Versus espectacular bajo el formato de revista cómica y que cuenta con la presencia del comediante Kike Suero. Así mismo, vuelve a renombrarse su programa a Versus, donde nadie se salva al lado de Carlos Álvarez.
En 2016, sigue con la conducción para el fenecido programa concurso al aire libre Lo sabe, no lo sabe. Es al año siguiente en el que es presentador del programa Mi mamá cocina mejor que la tuya, compartiendo la conducción con Ethel Pozo y se mantuvo hasta 2021. El programa alcanza su popularidad por desempeñar su estilo cómico en competencias de cocina entre duplas. En 2022, la productora GV Producciones lo incluye para conducir su programa sucesor propio En esta cocina mando yo con el mismo formato del antecesor hasta finales de año y en febrero de 2023, se anunció el regreso de Mi mamá cocina mejor que la tuya.
En el 2021, vuelve a Esto es guerra pero esta vez en el rol de coach entre enero y mayo. Posteriormente, en noviembre del mismo año, vuelve a tomar el rol para la competencia especial contra el equipo de Puerto Rico en Guerreros.
Fue incluido al lado de Rafael Cardozo en la conducción del programa radial El búnker por la emisora peruana Onda Cero entre 2018 y 2019.

### Carrera actoral
Eskenazi recibió clases de actuación en el Taller de Formación Actoral de Roberto Ángeles.
En 2006, debuta en la actuación como invitado especial de la serie de televisión cómica Asi es la vida, al interpretar a Diego Cunio Pérez-Brito, la cual regresó al año siguiente pero esta vez en el reparto principal.[cita requerida]
Años después, en el año 2010 participa en la telenovela juvenil La Akdemia como Sebastián, quién sería el enamorado de María Grazia (interpretada por la actriz María Grazia Gamarra).[cita requerida] En esta producción obtuvo por primera vez el papel antagónico principal.[cita requerida]
Formó parte del elenco de Mi amor, el wachimán en el año 2012 donde interpreta a Aurelio Gargurevich Nuñez y obtuvo su primer protagónico en la obra de teatro Full monty al lado de Andrés Wiese, Paul Vega y Renzo Schuller.
En el 2017, participa en la película Once machos como Mikael la cual retomó el mismo rol en la secuela del 2019. Además, Eskenazi participa en la teleserie De vuelta al barrio como el profesor de educación física Mauricio Soto Olórtegui «Chicho».
En el año 2024, fue protagonista del musical Hombres a la plancha, bajo el formato de espectáculo.

## Vida personal
Entre 2012 y 2013, fue pareja de la presentadora de televisión y arquitecta Sully Sáenz.
Al poco tiempo después, contrae una relación con la exreina de belleza peruana-estadounidense Natalie Vértiz, con quien tuvo a su primer hijo Liam Eskenazi, nacido el 17 de marzo de 2014. Se casan el 11 de julio de 2015 y la boda es televisada en vivo por América Televisión. En abril de 2021, anuncia que se convertiría en padre por segunda vez con el nacimiento de Leo Eskenazi, que se dio el 9 de agosto de ese año.

## Filmografía

### Cine
| Año  | Título              | Personaje | Notas                           | Ref.   |
| ---- | ------------------- | --------- | ------------------------------- | ------ |
| 2011 | El guachimán        | Juaco     | Rol secundario                  |        |
| 2011 | El guachimán        | Juaco     | Acreditado como Jacobo Eskenazi |        |
| 2014 | Loco cielo de Abril |           | Rol secundario                  |        |
| 2017 | Once machos         | Mikael    | Rol protagónico                 | [ 27 ] |
| 2018 | Soltera codiciada   | Andrés    | Rol principal                   | [ 38 ] |
| 2019 | Once machos 2       | Mikael    | Rol protagónico                 |        |
| TBA  | Once machos 3       | Mikael    | Rol protagónico                 |        |

### Televisión

#### Series y telenovelas
| Año       | Título                              | Personaje                                | Notas                                                      | Ref.   |
| --------- | ----------------------------------- | ---------------------------------------- | ---------------------------------------------------------- | ------ |
| 2006      | Así es la vida                      | Diego Cunio Pérez-Brito                  | Rol de invitado especial                                   |        |
| 2007      | Así es la vida                      | Diego Cunio Pérez-Brito                  | Rol principal                                              |        |
| 2008      | Así es la vida                      | Diego Cunio Pérez-Brito                  | Rol recurrente                                             |        |
| 2007–2012 | América kids                        | Sebastián                                | Rol antagónico principal                                   |        |
| 2009      | Rita y yo y mi otra yo              | Alfredo                                  | Rol principal                                              |        |
| 2010      | Clave uno: médicos en alerta 3      | Paciente                                 | Participación especial                                     | [ 39 ] |
| 2010–2012 | La Akdemia                          | Sebastián                                | Rol antagónico principal                                   |        |
| 2011–2012 | Gamarra                             | Ezequiel                                 | Rol recurrente                                             |        |
| 2012      | Solamente milagros                  | Él mismo                                 | Participación especial (1 episodio)                        |        |
| 2012      | Mi amor, el wachimán                | Aurelio Gargurevich Nuñez                | Rol antagónico principal                                   |        |
| 2013      | Mi amor, el wachimán 2              | Aurelio Gargurevich Nuñez                | Rol antagónico recurrente                                  |        |
| 2013      | Derecho de familia                  | Germán                                   | Rol principal (Episodio: Derecho a tener un trabajo digno) |        |
| 2014      | Mi amor, el wachimán 3              | Aurelio Gargurevich Nuñez                | Rol antagónico principal                                   |        |
| 2016–2017 | VBQ: Todo por la fama               | Yaco Eskenazi (Él mismo)                 | Participación especial                                     |        |
| 2017      | Solo una madre                      | Francesco Camacho Marzano                | Rol secundario                                             |        |
| 2018      | VBQ: Empezando a vivir              | Yaco Eskenazi (Él mismo)                 | Participación especial                                     |        |
| 2018      | Mi esperanza                        | Percy Cáceres Condor                     | Rol protagónico                                            |        |
| 2019      | De vuelta al barrio                 | Mauricio Eusebio «Chicho» Soto Olórtegui | Rol secundario                                             | [ 29 ] |
| 2020      | Dos hermanas, unidas por el corazón | Gustavo Allemand Villanueva              | Rol antagónico menor reformado                             |        |
| 2021      | Dos hermanas, unidas por el corazón | Gustavo Allemand Villanueva              | Rol antagónico menor reformado                             |        |
| 2020      | Once machos: La serie               | Mikael                                   | Rol protagónico                                            |        |
| 2020      | La otra orilla                      | Gonzalo de La Cruz                       | Rol antagónico principal                                   |        |
| 2022      | Al fondo hay sitio                  | Él mismo                                 | Rol de invitado especial                                   |        |
| 2022      | Luz de luna 2: Canción para dos     | Él mismo                                 | Participación especial                                     |        |

#### Programas
| Año       | Título                                                             | Rol      | Notas                                                                  | Ref.   |
| --------- | ------------------------------------------------------------------ | -------- | ---------------------------------------------------------------------- | ------ |
| 2006      | Habacilar                                                          | Él mismo | Modelo                                                                 |        |
| 2012      | Esto es guerra                                                     | Él mismo | Participante (Capitán de «Los Leones»)                                 |        |
| 2013      | Esto es guerra                                                     | Él mismo | Participante (Capitán de «Los Leones»)                                 |        |
| 2014      | Esto es guerra                                                     | Él mismo | Participante (Capitán de «Los Leones»)                                 |        |
| 2015      | Esto es guerra                                                     | Él mismo | Participante (Capitán de «Los Leones»)                                 |        |
| 2013      | Esto es guerra de verano                                           | Él mismo | Participante (Capitán de «Los Leones»)                                 |        |
| 2014      | Esto es guerra: Apertura                                           | Él mismo | Participante (Capitán de «Los Leones»)                                 |        |
| 2014      | Esto es guerra: Clausura                                           | Él mismo | Participante (Capitán de «Los Leones»)                                 |        |
| 2014      | Fase final                                                         | Él mismo | Participante (Capitán de «Los Leones»)                                 |        |
| 2014      | Gisela, el gran show                                               | Él mismo | Concursante invitado (Secuencia: Mi hombre puede) (Con Natalie Vértiz) |        |
| 2014–2015 | Versus de colegios                                                 | Él mismo | Presentador                                                            |        |
| 2015      | Versus espectacular                                                | Él mismo | Presentador                                                            |        |
| 2015      | Esto es guerra Teens                                               | Él mismo | Presentador                                                            |        |
| 2015      | La boda del año (Edición especial)                                 | Él mismo |                                                                        |        |
| 2016      | Versus, donde nadie se salva                                       | Él mismo | Presentador                                                            |        |
| 2016      | Amigos y rivales: VBQ                                              | Él mismo | Presentador                                                            | [ 40 ] |
| 2016      | Lo sabe, no lo sabe                                                | Él mismo | Acreditado como Jacobo Eskenazi                                        | [ 14 ] |
| 2016      | Lo sabe, no lo sabe                                                | Él mismo | Presentador                                                            | [ 14 ] |
| 2017      | El gran show                                                       | Él mismo | Temporada 18 Participante (4to puesto, séptimo eliminado)              |        |
| 2017      | EEG: De regreso al origen                                          | Él mismo | Presentador y concursante invitado (Capitán de «Los Guerreros»)        |        |
| 2017–2021 | Mi mamá cocina mejor que la tuya                                   | Él mismo | Presentador                                                            |        |
| 2018      | Gisela busca... el amor                                            | Él mismo | Invitado (Con Natalie Vértiz)                                          |        |
| 2019      | El artista del año: Especial de 2019                               | Él mismo | Presentador                                                            |        |
| 2020–2022 | Estás en todas                                                     | Él mismo | Colaborador                                                            |        |
| 2021      | EEG: El origen                                                     | Él mismo | Coach (De «Los Guerreros»)                                             |        |
| 2021      | La gran noche del año                                              | Él mismo | Invitado especial                                                      |        |
| 2021      | Guerreros, Esto es guerra: Perú vs. Puerto Rico (Edición especial) | Él mismo | Coach (Del «Equipo Perú»)                                              |        |
| 2021      | América hoy                                                        | Él mismo | Invitado                                                               |        |
| 2021      | En boca de todos                                                   | Él mismo | Invitado                                                               |        |
| 2022      | En boca de todos                                                   | Él mismo | Invitado                                                               |        |
| 2021      | Américlub                                                          | Él mismo | Invitado                                                               |        |
| 2022      | Américlub                                                          | Él mismo | Invitado                                                               |        |
| 2022      | + Espectáculos: Edición del mediodía                               | Él mismo | Copresentador                                                          |        |
| 2022      | EEG: 10 años de guerra                                             | Él mismo | Presentador invitado                                                   |        |
| 2022      | Once machos: El programa                                           | Él mismo | Invitado especial                                                      |        |
| 2022      | Once machos: El programa                                           | Mikael   | Invitado especial                                                      |        |
| 2022–2023 | En esta cocina mando yo                                            | Él mismo | Presentador                                                            | [ 41 ] |
| 2023      | Estás en todas                                                     | Él mismo | Copresentador                                                          | [ 42 ] |
| 2024      | El gran chef famosos                                               | Él mismo | Participante (Ganador de la octava temporada)                          |        |

## Teatro
| Año  | Título                             | Personaje                 | Notas                     | Teatro                          | Ref.   |
| ---- | ---------------------------------- | ------------------------- | ------------------------- | ------------------------------- | ------ |
| 2012 | Mi amor, el wachimán: El musical   | Aurelio Gargurevich Nuñez | Rol antagónico principal  |                                 |        |
| 2013 | Mi amor, el wachimán 2: El musical | Aurelio Gargurevich Nuñez | Rol antagónico secundario |                                 |        |
| 2014 | Mi amor, el wachimán 3: El musical | Aurelio Gargurevich Nuñez | Rol antagónico principal  |                                 |        |
| 2015 | Full monty                         | «Full monty»              | Rol protagónico           | Teatro Peruano Japonés          | [ 24 ] |
| 2024 | Hombres a la plancha               | Él mismo                  | Rol protagónico           |                                 |        |
| 2025 | Caballeros, el show: El musical    |                           |                           | Centro de Convenciones Maracaná |        |

## Radio
| Año       | Título    | Rol     | Canal           | Ref.   |
| --------- | --------- | ------- | --------------- | ------ |
| 2018–2019 | El búnker | Locutor | Radio Onda Cero | [ 16 ] |

## Literatura

### Álbumes
- Mi amor, el wachimán (2012) como Aurelio Gargurevich (Imagen).
- Mi amor, el wachimán 2 (2013) como Aurelio Gargurevich (Imagen).
- Mi amor, el wachimán 3 (2014) como Aurelio Gargurevich (Imagen).

## Equipos
| Año       | Equipo de fútbol    | Posición  | País | Ref. |
| --------- | ------------------- | --------- | ---- | ---- |
| 1997-1998 | América Cochahuayco | Delantero | Perú |      |
| 1999      | Sport Boys          | Delantero | Perú |      |
| 2001      | Sport Boys          | Delantero | Perú |      |
| 2002      | Deportivo AELU      | Delantero | Perú |      |
| 2003      | Coronel Bolognesi   | Delantero | Perú |      |
| 2004      | Deportivo Municipal | Delantero | Perú |      |

## Premios y nominaciones
| Año  | Premio                       | Categoría                                       | Trabajo      | Resultado | Ref.   |
| ---- | ---------------------------- | ----------------------------------------------- | ------------ | --------- | ------ |
| 2018 | Premios Luces de El Comercio | Mejor Actor de TV                               | Mi esperanza | Nominado  | [ 43 ] |
| 2021 | Premios En boca de todos     | Familia de portada del año (con Natalie Vértiz) |              | Ganador   |        |